# غوشة سفلي (مقاطعة تشرام)
غوشة سفلي (بالفارسية: گوشه سفلی) هي قرية تقع في قسم بشتة ذيلايي الريفي (مقاطعة تشرام) في إيران. يقدر عدد سكانها بـ 44 نسمة بحسب إحصاء 2016.